# Alexander Wulf (Fußballspieler)
Alexander Wulf (* 21. Januar 1987 in Remscheid als Alexander Krük) ist ein ehemaliger deutscher Fußballspieler.

## Vereinskarriere
Seine Laufbahn begann Alexander Wulf 1994 beim SG Hackenberg. Ab 2001 spielte er in den Jugendmannschaften von Fortuna Düsseldorf und Borussia Mönchengladbach sowie in den Regionalliga-Mannschaften von Mönchengladbach und Kickers Emden, bevor er im Sommer 2008 zum Bundesligisten Eintracht Frankfurt wechselte. Nach langer Verletzungspause kam er am 6. Dezember 2008 im Spiel gegen den VfL Bochum in der Bundesliga zu seinem Profidebüt. In der Saison 2009/10 wurde der Abwehrspieler an den VfL Osnabrück ausgeliehen. Am Ende der Saison stieg Wulf mit dem VfL in die 2. Fußball-Bundesliga auf. Daraufhin wurde er im Juni 2010 fest verpflichtet und unterschrieb beim VfL einen Vertrag bis 2012. Nach dem Wiederabstieg des VfL in die 3. Liga wechselte er am 13. August 2011 zu Mitabsteiger Arminia Bielefeld.
Bereits nach einem Jahr in Bielefeld kehrte Wulf zur Saison 2012/13 zum VfL Osnabrück zurück. Dort blieb er sieben Spielzeiten lang. In der Saison 2018/19 gewann Wulf mit dem VfL die Meisterschaft der 3. Fußball-Liga und stieg somit zum zweiten Mal nach 2010 mit dem Verein in die 2. Bundesliga auf. Aufgrund der Spätfolgen eines Knorpelschadens, den er sich 2017 zugezogen hatte, musste Wulf in der Sommerpause 2019 seine Karriere als Profifußballer beenden. Ab 2012 war Wulf beim VfL auf 179 Drittligaeinsätze gekommen, seine einzigen drei Tore in diesem Zeitraum schoss er in der Saison 2013/14.

## Persönliches
Der geborene Alexander Krük nahm bei einer Hochzeit im Sommer 2013 den Namen Alexander Dercho an. Im September 2023 heiratete er die Schauspielerin Vivien Wulf, nahm wiederum den Namen seiner Frau an und heißt seither Alexander Wulf. Im April 2025 wurde die Trennung des Paares bekannt.

## Erfolge
- Meister der 3. Liga und Aufstieg in die 2. Bundesliga: 2010 und 2019 mit dem VfL Osnabrück